# Văn hóa người nổi tiếng
Văn hóa người nổi tiếng là sự duy trì cao độ đời sống riêng tư của người nổi tiếng trên quy mô toàn cầu. Nó vốn đã gắn chặt với sở thích của người tiêu dùng khi những người nổi tiếng chuyển hóa danh tiếng của họ thành nhãn hiệu sản phẩm. Ngày nay, khi được sử dụng để giải trí thì văn hóa người nổi tiếng được xem như một dạng thoát ly thực tế và là một cách thức quan tâm dành cho mọi người trong thường ngày.